# Karen Page
Karen Page – fikcyjna postać występująca w amerykańskich komiksach wydawnictwa Marvel Comics stworzonych przez Stana Lee i Billa Everetta. Była pierwotną miłością Daredevilla. Pracowała dla niego i Foggy'ego Nelsona jako kierowniczka biura w kancelarii prawnej. Została zabita przez Bullseye'a w komiksie Daredevil #5 (marzec 1999). 
Postać pojawiła się w ekranizacjach komiksu. W filmie Daredevil (2003) była grana przez Ellen Pompeo. W serialach telewizyjnych Marvel Cinematic Universe, czyli Daredevil (2015-2018), Defenders (2017), Punisher (2017-2019) i Daredevil: Odrodzenie (od 2025) gra ją Deborah Ann Woll i pełni tam rolę przyjaciółki i powierniczki Matta Murdocka.